# Rineloricaria aurata
Rineloricaria aurata är en fiskart som först beskrevs av Knaack 2003.  Rineloricaria aurata ingår i släktet Rineloricaria och familjen Loricariidae. Inga underarter finns listade i Catalogue of Life.